# Фридрих фон Хоенцолерн-Зигмаринген
Фридрих Евгений Йохан фон Хоенцолерн-Зигмаринген (на немски: Friedrich Eugen Johann Prinz von Hohenzollern-Sigmaringen; * 25 юни 1843 в дворец Инцигхофен, район Зигмаринген; † 2 декември 1904 в Мюнхен) от род Хоенцолерн е принц от Хоенцолерн-Зигмаринген и генерал на кавалерията на пруската армия.
Той е най-малкият син на княз Карл Антон фон Хоенцолерн-Зигмаринген (1811 – 1885) и съпругата му принцеса Йозефина Фредерика Луиза фон Баден (1813 – 1900), дъщеря на велик херцог Карл Лудвиг Фридрих фон Баден и Стефани дьо Боарне.
След образованието си Фридрих предприема дълги пътувания от 1861 до 1864 г. до Австрия, Италия, Швейцария и Англия. През 1860-те години и 1870-те години той пътува до Италия, Египет и Гърция.
През есента 1862 г. Фридрих Евгений започва военната си кариера в пруската армия. PПрез 1866 г. той участва в Австрийско-пруската война, и 1870 – 1871 г. във Френско-пруската война. От 17 юни 1889 до 21 септември 1893 г. той командва 22. дивизия. От 1893 до 1896 г. той е командващ генерал на 3. пруски армейски корпс.
Фридрих отказва да вземе „испанската корона“.
Фридрих умира бездетен на 61 години на 2 декември 1904 г. в Мюнхен и е погребан на 6 декември 1904 г. в църквата (Erlöserkirche) в манастир Хедингер в Зигмаринген.

## Фамилия
Фридрих фон Хоенцолерн-Зигмаринген се жени на 21 юни 1879 г. в Регенсбург за принцеса Луиза Матилда Вилхелмина Мария Максимилиана фон Турн и Таксис (* 1 юни 1859, дворец Таксис; † 20 юни 1948, Зигмаринген), дъщеря на наследствен принц Максимилиан Антон фон Турн и Таксис (1831 – 1867) и херцогиня Хелена (Нене) Баварска (1834 – 1890), сестра на императрица Елизабет (Сиси) от Австрия (1837 – 1898). Те нямат деца.